# T. J. Hooker
T. J. Hooker, Eigenschreibweise T.J. Hooker, ist eine US-amerikanische Polizei-Fernsehserie, von der in den Jahren 1982 bis 1986 insgesamt 90 Folgen zu je 45 Minuten entstanden.
Die Titelrolle, Thomas Jefferson Hooker, einen Polizeiveteranen im Dienstrang Sergeant, stellte William Shatner dar. An seiner Seite waren Adrian Zmed als Officer Vince Romano, Richard Herd als Captain Dennis Sheridan und ab der zweiten Staffel Heather Locklear als Officer Stacy Sheridan zu sehen. Am Ende der zweiten Staffel wurde James Darren als Officer Jim Corrigan als neues Teammitglied in die Handlung aufgenommen.
Im Sommer 1985 wurde T.J. Hooker von ABC abgesetzt. Die Serie wurde wiederbelebt, als CBS sie übernahm und neue Folgen drehte. Nach einer weiteren Staffel wurde die Serie 1986 jedoch endgültig eingestellt.
Insgesamt sind fünf Staffeln mit insgesamt 90 Folgen abgedreht worden.

## Wissenswertes
Hooker und Romano melden sich per Funk als Einheit 4 Adam 30. Dieses Funksignal ähnelt der Kennzeichnung des Los Angeles Police Department und die Bestätigung mit roger stimmt mit dem Verhalten der Polizei von Los Angeles überein. Tatsächlich ist der Drehort auch Los Angeles und die Einheitenbezeichnung 4 Adam 30 entspricht dem mit zwei Polizeibeamten besetzten Fahrzeug mit der Vorgesetzteneinheit 30 bei der Division Hollenbeck des LAPD, die für Boyle Heights, Lincoln Heights und El Sereno, dem östlichsten Teil Los Angeles, zuständig sind.
Shatner wählte als Reminiszenz an seine frühere Rolle in Star Trek als Captain James T. Kirk seine früheren beiden Anfangsinitialen nur in umgedrehter Reihenfolge. 
In den ersten Folgen der Serie sind die eingesetzten Streifenwagen vom Typ Dodge Monaco (baugleich dem Plymouth Fury), in späteren Folgen bzw. Staffeln handelt es sich um den Dodge St. Regis, der auch vom Titelhelden der TV-Serie Sledge Hammer gefahren wird. Sowohl der Monaco, als auch der St. Regis sind in vielen Folgen der bekannten A-Team-Serie zu sehen.

## Kritik
Trotz hoher Popularität bei den Zuschauern wurde die Serie von Kritikern und realen Polizisten für ihre oft klischeehafte Porträtierung der Verbrechensbekämpfung kritisiert. Häufig sind Verwandte oder alte Freunde der Polizisten in kriminelle Machenschaften verwickelt. Ferner sind die Schurken – Latinos, Psychopathen, Brandstifter und rachsüchtige Ex-Polizisten – sehr oft auf den ersten Blick bereits als solche zu erkennen. Kritisiert wurde außerdem, dass keine Gelegenheit ausgelassen wird, nackte Haut zu zeigen (Shorts und enge Trikots bei den Frauen oder Adrian Zmed mit nacktem Oberkörper).

## Gast-Auftritte
Gaststars waren unter anderem Sharon Stone, Leonard Nimoy, Jerry Lee Lewis, Lisa Hartman, Richard Hatch, Joe Penny, Tori Spelling, Heather Thomas, Lee Bryant und David Caruso. Nimoy führte in einer Episode auch Regie.